# Total Khéops
Pour l’article homonyme, voir Total Khéops (film).
Total Khéops est un roman policier, le premier épisode de la trilogie marseillaise de Jean-Claude Izzo, publié en 1995 aux éditions Gallimard, dans la collection Série noire. Il a obtenu le trophée 813 du meilleur roman francophone en 1995.

## Thèmes
- Immigration : à travers ce roman, l'auteur évoque Marseille, cité qui a connu plusieurs vagues d'immigration. Le héros est issu de la vague italienne et son travail de policier consiste à s'occuper de quartiers d'immigrants arabes.
- Poésie : le héros apprécie la poésie, et tout particulièrement Louis Brauquier dont des extraits sont repris dans le texte :

Longtemps je t'ai cherchée

nuit de la nuit perdue.
D'autres poètes sont également cités, comme Christian Dotremont.
- Rap : sans être particulièrement amateur de rap, le personnage central du roman reconnait à certains groupes une précision dans leurs descriptions de la réalité à laquelle les jeunes sont confrontés. Un extrait de Non soumis à l'État du groupe IAM est ainsi repris par l'auteur lors d'une scène dans le métro marseillais :

On survit d'un rythme de rap,

voilà pourquoi ça frappe.

Ils veulent le pouvoir et le pognon, à Paris.

J'ai 22 ans, beaucoup de choses à faire.

Mais jamais de la vie je n'ai trahi mes frères
D'autres groupes sont également cités (NTM), d'autres simplement nommés (Massilia Sound System, Fabulous Trobadors).
- Musique : Fabio Montale collectionne également les disques de jazz et de blues sur lesquels l'auteur donne des détails et des anecdotes : entre autres Paco de Lucía, Lightnin' Hopkins, Paolo Conte, Buddy Guy, Eric Clapton.
- Alcool : parmi les autres traits de caractère du héros, l'auteur a choisi de le faire amateur de whisky. Ainsi au cours du roman il prend des verres de Lagavulin, Oban, Glenmorangie, etc.

## Trilogie
- Chourmo (1996), second tome de la série, voit le héros reprendre du service après avoir démissionné, et s'occuper de la disparition de l'enfant de sa cousine ;
- Solea (1998), marque la fin de la trilogie marseillaise et des aventures de Fabio Montale. Son amie Babette lui a fait parvenir un projet de reportage fouillé sur la mafia marseillaise et les cadavres s'accumulent alors autour de Fabio Montale.

## Origine du titre
- Total Khéops tire son nom d'une expression forgée par Akhenaton au début de l'histoire du groupe IAM. En effet, sur Concept, sorti en 1990, un mix de DJ Kheops porte ce titre. L'expression signifie « gigantesque désordre » ou plus vulgairement « grand bordel »[1].
- L'auteur donne sa version de l'origine du terme mia, popularisée par le groupe IAM avec la chanson Je danse le mia. Le terme viendrait de la Mia voiture lancée par Lancia dont l'ouverture dans la fenêtre permet de sortir son coude, sans avoir à abaisser la vitre. Il aurait alors été utilisé pour désigner les conducteurs d'une telle voiture, puis pour désigner un « beauf ».

## Adaptations

### Télévision
- 2001 : Total Khéops, premier épisode de la mini-série française Fabio Montale réalisé par José Pinheiro, avec Alain Delon dans le rôle-titre

### Cinéma
- 2002 : Total Khéops, film français réalisé par Alain Bévérini, avec Richard Bohringer et Marie Trintignant